# Pond (munteenheid)

naam
pond
lira

Een pond is een munteenheid, zoals het Engelse pond sterling. Het woord betekent hetzelfde als livre, lire en lira. Een pond was oorspronkelijk de tegenwaarde van een pond zilver.
Verschillende landen hebben een pond als munteenheid:
- Egypte met Egyptische pond
- Libanon met Libanese pond
- Soedan met Soedanese pond
- Syrië met Syrische pond, in de volksmond lire
- Verenigd Koninkrijk met pond sterling
Hieraan in waarde 1-op-1 gekoppeld aan het pond sterling:
  - Falklandeilanden met Falklandeilandse pond
  - Gibraltar met Gibraltarese pond
  - Guernsey met Guernseypond
  - Jersey met Jerseypond
  - Man met Isle of Man-pond
  - Sint-Helena met Sint-Heleens pond
- Zuid-Soedan met Zuid-Soedanese pond

Voormalig:
- Australië, waar de Australische pond is vervangen door de Australische dollar
- Cyprus, waar de Cypriotisch pond is vervangen door de euro
- Frankrijk, waar de Franse pond, in gebruik tot 1795, is vervangen door de Franse frank
- Ierland, waar de Ierse pond is vervangen door de euro
- Italië, onder de naam lire, vervangen door de euro
- Nieuw-Zeeland, waar de Nieuw-Zeelandse pond is vervangen door de Nieuw-Zeelandse dollar
- Palestina, waar de Palestijnse pond is vervangen door de sjekel
- Vlaanderen, waar de Vlaamse pond tot 1795 in gebruik is geweest
- Zuid-Afrika, waar de Zuid-Afrikaanse pond is vervangen door de rand

## ISO
- ISO 4217 voor namen en codes van valuta.